# Четеа (Алба)
Четеа (рум. Cetea) насеље је у Румунији у округу Алба у општини Галда де Жос. Oпштина се налази на надморској висини од 381 m.

## Становништво
Према подацима из 2002. године у насељу је живело 488 становника, од којих су сви румунске националности.